# Боровик неїстівний
Боровик неїстівний (Boletus calopus Fr.)
Місцеві назви — піддубень гіркий, синяк червоностовпчастий. З родини болетових — Boletaceae.
Шапка 5-10(16) см у діаметрі, напівсферична, згодом подушкоподібна або плоскорозпростерта, сірувато-коричнева, достигла жовтувато- або оливково-коричнева, суха, тонкоповстиста. Шкірка не знімається. Пори зеленувато-жовті, зеленуваті, з віком оливкові, від дотику синіють. Спори вохряно-оливкові, 12-13(16) × 4-5,5 мкм. Ніжка 5-10(12) × 2-4 см, щільна, вгорі жовта, донизу червона, із світлою сіткою. М'якуш білуватий, згодом жовтуватий, у ніжці внизу червонуватий або коричнюватий, при розрізуванні на повітрі став зеленувато-синім, але швидко блідне; на смак дуже гіркий.
Росте на Поліссі у хвойних лісах у червні — вересні. Неїстівний гриб. Зустрічається зрідка. Боровик неїстівний часом помилково збирають замість дубовика.